# Dolichomitus aciculatus
Dolichomitus aciculatus là một loài tò vò trong họ Ichneumonidae.